# سانی اوپتیکال
سانی اوپتیکال (انگلیسی: Sunny Optical) شرکت الکترونیک هنگ کنگی است، که در سال ۱۹۸۴ تأسیس شد.